# 卑弥弓呼
卑弥弓呼、卑彌弓呼（ひみここ〔ひみくこ〕生没年不詳）は、『魏志倭人伝』に記録される狗奴国の男王、3世紀の倭国（現在の日本）の人物である。内藤湖南は、卑弥弓呼素（ひめこそ）であるという説を唱えた（#諸説）。

## 人物
狗奴国の北に位置する邪馬台国の女王卑弥呼とは不仲であり、247年（魏の暦法によると正始8年）、戦争を起こしたと記録されている。

## 原文
- 其南有狗奴國。男子爲王、其官有狗古智卑狗。不屬女王。
- 其八年、太守王頎到官。倭女王卑彌呼與狗奴國男王卑彌弓呼素不和、遺倭載斯・烏越等詣郡、說相攻擊狀。

## 諸説
- 邪馬台国畿内説を唱える内藤湖南は、原文中の「卑弥弓呼素」を「卑弥弓呼 素より」ではなく「卑弥弓呼素」という名であるとし、名のうちの「呼素」は「襲國の酋長など」を指すと推測している[1]。「襲國」とは熊襲の域（九州南部）の意であり、内藤のほか、新井白石、白鳥庫吉、津田左右吉、井上光貞、喜田貞吉らも、狗奴国を熊襲のクニであるとし、したがって同人物を熊襲の人物であるとみている。内藤のほか、新井、山田は邪馬台国畿内説、本居、白鳥、津田、井上、喜田、吉田は邪馬台国九州説である。同人物についての記録は、『魏志倭人伝』における2か所での言及（#原文）に留まっており、それぞれ言語学、歴史学等のアプローチによって推定されている。
- 山田孝雄は、狗奴国を毛野国（現在の栃木県・群馬県一帯）であるとし、したがって同人物を毛人、つまり蝦夷の人物であるとしている。
- ほかには本居宣長、吉田東伍らに、狗奴国を伊予国風早郡河野郷（現在の愛媛県松山市北条）とする説がある。
- コロンビア大学日本文化研究所設立者の角田柳作は、1951年（昭和26年）、『魏志倭人伝』を英語に翻訳する際に Himikuku （ひみくく）あるいは Pimikuku （ぴみくく）と表記した[2]。後者の表記は、日本語の唇音退化説に則ったものである（は行#音韻史、ハ行転呼の項を参照）。「卑弥弓呼」の読みには、ほかにも「ひみきゅうこ」[3]「ひみくこ」[4]とする説があり、「ひこみこ（彦御子、男王）」の誤りとする説もある[5][6]。
- 市井の研究者である佐藤裕一が紹介する「彦御子」説は、「卑弥弓呼」を「卑弓弥呼」の誤りであるとするもので[5]、「彦御子」、つまりは皇子と同義の「天皇の息子」を指す一般名詞であり[7]、「卑弥呼」も「姫御子」、皇女と同義の「天皇の娘」を指す一般名詞であり[8]、「卑弓弥呼」は「卑弥呼」と対をなすものとなる[5]。さらに、佐藤の採用する説では、天皇の子女という意味を超えて、「彦御子」は「男王」、「姫御子」は「女王」を指すとしている[5][6]。
- 卑彌弓呼を建日別（熊襲）「隼人」の王であると考え、火照命(日本書紀では火須勢理命･火闌降命･火酢芹命)とする説もある[9]。火照命のホデリは「火が明るく燃え盛る」の意である。石原洋三郎によれば、卑彌弓呼は「ヒミコ（卑弥呼）」のような性質があり、「男子」であるため、さらに「弓」が付いたのであろうとしている。「弓」が得意であったのか、或いは「弓」のように速さや急襲を得意とする王であったと考えている。
- 卑弥弓呼をヒミキウヲ(piĕ miĕ kiung wo)と読む説がある。[10]